# Eva Serra
Eva Serra i Puig (Barcelona, 27 de julio de 1942-Ib., 3 de julio de 2018) fue una historiadora española.

## Biografía
Estudió en la Universidad de Barcelona y se licenció en 1967 en Historia. Trabajó en diversas editoriales como Salvat, Edicions 62 y Gran Enciclopedia Catalana. Desde 1970 hasta 1975 trabajó en la Universidad Autónoma de Barcelona, y posteriormente volvió a la Universidad de Barcelona. De 1991 a 1997 trabajó en la Universidad Pompeu Fabra hasta que pasó nuevamente a la de Barcelona. También participó en cursos de verano de la Asociación de maestros Rosa Sensat y de la Universidad Catalana de Verano en la localidad francesa de Prades, y desde 2002 fue miembro de la sección histórico-arqueológica del Instituto de Estudios Catalanes.
Perteneció a varias asociaciones políticas de carácter independentista. Durante los años sesenta fue militante del Front Nacional de Catalunya, pero en 1968 la abandonó para marchar al PSAN. En 1974 participó en la escisión del PSAN-Provisional, que en 1978 se transformó en Independentistes dels Països Catalans.
Era hija del historiador Josep de Calassanç Serra i Ràfols y hermana de Blanca Serra i Puig y Josep de Calassanç Serra i Puig.

## Obras

### Libros
- La Guerra dels Segadors (1966)
- Els cereals a la Barcelona del segle XIV (1967), tesis doctoral
- La societat rural catalana del segle XVII. La baronia de Sentmenat. Un exemple local del Vallès Occidental (1590-1729) (1978)
- La Revolució Catalana de 1640 (1991)
- Història, política, societat i cultura dels Països Catalans (1997), publicado por la Gran Enciclopèdia Catalana
- Escrits polítics del segle XVII, II. Secrets públics de Gaspar Sala i altres textos (1998)

### Artículos
- Notes sobre els orígens i l'evolució de l'emfiteusi a Catalunya en Estudis d'Història Agrària, 1987
- Tensions i ruptures de la societat catalana en el procés de formació de l'Estat Modern en Manuscrits. Revista d'Història Moderna, 1987
- De la puixança a la decadència: els conflictes del segle XVII en L'Avenç, 1995
- Les corts de 1701-1702: la represa política a les vigílies de la guerra de successió en L'Avenç, 1996
- D'avui estant: la vigència de Fuster com a historiador en L'Espill, 2002
- Catalunya, la Mediterrània, Nàpols i el Consell d'Itàlia en L'Avenç, 2002
- Ferran de Sagarra i de Siscar, semblança biogràfica
- Les corts catalanes, una bona font d'informació històrica
- El Tractat dels Pirineus 350 anys després, publicado por el IEC.

## Reconocimientos
En 2020, fue incluida dentro del Proyecto "Mujeres investigadoras en los Archivos Estatales (1900-1970)" para la descripción archivística y creación de un micrositio específico en el Portal de Archivos Españoles (PARES) desarrollado entre 2020-2023. Este proyecto ha sido impulsado por la Subdirección General de Archivos Estatales, con el objetivo de visibilizar la labor de investigación realizada en España por las mujeres den el intervalo 1900-1970, partiendo de los registros documentales que se conservan en los Archivos de Gestión de los AAEE del Ministerio de Cultura (Archivo Histórico Nacional, Archivo de la Corona de Aragón, Archivo General de Simancas, Archivo General de Indias, Archivo de la Real Chancillería de Valladolid, Archivo General de la Administración y el Centro de Información Documental de Archivos).